# Eleições autárquicas portuguesas de 1997 no distrito de Leiria
| Eleições autárquicas portuguesas de 1997 Distritos: Aveiro \| Beja \| Braga \| Bragança \| Castelo Branco \| Coimbra \| Évora \| Faro \| Guarda \| Leiria \| Lisboa \| Portalegre \| Porto \| Santarém \| Setúbal \| Viana do Castelo \| Vila Real \| Viseu \| Açores \| Madeira |

## Resultados por concelho
Os resultados nos concelhos do Distrito de Leiria foram os seguintes:

### Alcobaça
| Partido                 | Partido                        | Votos  | %               | +/-   | Vereadores | +/-     |
| ----------------------- | ------------------------------ | ------ | --------------- | ----- | ---------- | ------- |
|                         | Partido Social Democrata       | 13 442 | 43,96 / 100,00  | 16,78 | 4 / 7      | 2       |
|                         | Partido Socialista             | 8 723  | 28,53 / 100,00  | 22,57 | 2 / 7      | 3       |
|                         | Coligação Democrática Unitária | 6 033  | 19,73 / 100,00  | 13,36 | 1 / 7      | 1       |
|                         | Partido Popular                | 1 120  | 3,66 / 100,00   | 0,42  | 0 / 7      | Estável |
| Votos Inválidos         | Votos Inválidos                | 1 258  | 4,12 / 100,00   | 0,75  |            |         |
| Total                   | Total                          | 30 576 | 100,00 / 100,00 |       | 7 / 7      |         |
| Eleitorado/Participação | Eleitorado/Participação        | 48 365 | 63,22 / 100,00  | 0,72  |            |         |

### Alvaiázere
| Partido                 | Partido                        | Votos | %               | +/-  | Vereadores | +/-     |
| ----------------------- | ------------------------------ | ----- | --------------- | ---- | ---------- | ------- |
|                         | Partido Social Democrata       | 4 345 | 78,26 / 100,00  | 0,46 | 4 / 5      | 1       |
|                         | Partido Socialista             | 927   | 16,70 / 100,00  | 3,67 | 1 / 5      | 1       |
|                         | Coligação Democrática Unitária | 51    | 0,92 / 100,00   | 0,27 | 0 / 5      | Estável |
| Votos Inválidos         | Votos Inválidos                | 229   | 4,13 / 100,00   | 0,61 |            |         |
| Total                   | Total                          | 5 552 | 100,00 / 100,00 |      | 5 / 5      |         |
| Eleitorado/Participação | Eleitorado/Participação        | 8 368 | 66,35 / 100,00  | 1,05 |            |         |

### Ansião
| Partido                 | Partido                        | Votos  | %               | +/-   | Vereadores | +/-     |
| ----------------------- | ------------------------------ | ------ | --------------- | ----- | ---------- | ------- |
|                         | Partido Social Democrata       | 4 727  | 55,88 / 100,00  | 3,48  | 5 / 7      | 1       |
|                         | Partido Socialista             | 2 803  | 33,14 / 100,00  | 11,05 | 2 / 7      | Estável |
|                         | Partido Popular                | 516    | 6,10 / 100,00   | 13,40 | 0 / 7      | 1       |
|                         | Coligação Democrática Unitária | 150    | 1,77 / 100,00   | 0,39  | 0 / 7      | Estável |
| Votos Inválidos         | Votos Inválidos                | 263    | 3,11 / 100,00   | 0,74  |            |         |
| Total                   | Total                          | 8 459  | 100,00 / 100,00 |       | 7 / 7      |         |
| Eleitorado/Participação | Eleitorado/Participação        | 12 890 | 65,62 / 100,00  | 1,24  |            |         |

### Batalha
| Partido                 | Partido                        | Votos  | %               | +/-  | Vereadores | +/-     |
| ----------------------- | ------------------------------ | ------ | --------------- | ---- | ---------- | ------- |
|                         | Partido Popular                | 3 913  | 50,75 / 100,00  | 3,26 | 4 / 7      | Estável |
|                         | Partido Social Democrata       | 2 489  | 32,28 / 100,00  | 6,67 | 2 / 7      | 1       |
|                         | Partido Socialista             | 853    | 11,06 / 100,00  | 3,57 | 1 / 7      | 1       |
|                         | Coligação Democrática Unitária | 79     | 1,02 / 100,00   | 0,21 | 0 / 7      | Estável |
| Votos Inválidos         | Votos Inválidos                | 376    | 4,88 / 100,00   | 1,04 |            |         |
| Total                   | Total                          | 7 710  | 100,00 / 100,00 |      | 7 / 7      |         |
| Eleitorado/Participação | Eleitorado/Participação        | 11 748 | 65,63 / 100,00  | 4,80 |            |         |

### Bombarral
| Partido                 | Partido                        | Votos  | %               | +/-   | Vereadores | +/-     |
| ----------------------- | ------------------------------ | ------ | --------------- | ----- | ---------- | ------- |
|                         | Partido Social Democrata       | 3 108  | 46,15 / 100,00  | 16,21 | 4 / 7      | 1       |
|                         | Partido Socialista             | 1 481  | 21,99 / 100,00  | 4,15  | 2 / 7      | Estável |
|                         | Partido Popular                | 1 309  | 19,44 / 100,00  | 2,22  | 1 / 7      | 1       |
|                         | Coligação Democrática Unitária | 587    | 8,72 / 100,00   | 1,56  | 0 / 7      | Estável |
| Votos Inválidos         | Votos Inválidos                | 249    | 3,70 / 100,00   | 0,29  |            |         |
| Total                   | Total                          | 6 734  | 100,00 / 100,00 |       | 7 / 7      |         |
| Eleitorado/Participação | Eleitorado/Participação        | 12 437 | 54,14 / 100,00  | 3,86  |            |         |

### Caldas da Rainha
| Partido                 | Partido                        | Votos  | %               | +/-  | Vereadores | +/-     |
| ----------------------- | ------------------------------ | ------ | --------------- | ---- | ---------- | ------- |
|                         | Partido Social Democrata       | 11 737 | 54,59 / 100,00  | 0,75 | 5 / 7      | Estável |
|                         | Partido Socialista             | 6 864  | 31,93 / 100,00  | 2,49 | 2 / 7      | Estável |
|                         | Partido Popular                | 1 136  | 5,28 / 100,00   | 0,35 | 0 / 7      | Estável |
|                         | Coligação Democrática Unitária | 845    | 3,93 / 100,00   | 1,57 | 0 / 7      | Estável |
| Votos Inválidos         | Votos Inválidos                | 918    | 4,27 / 100,00   | 0,18 |            |         |
| Total                   | Total                          | 21 500 | 100,00 / 100,00 |      | 7 / 7      |         |
| Eleitorado/Participação | Eleitorado/Participação        | 39 746 | 54,09 / 100,00  | 1,81 |            |         |

### Castanheira de Pêra
| Partido                 | Partido                        | Votos | %               | +/-   | Vereadores | +/-     |
| ----------------------- | ------------------------------ | ----- | --------------- | ----- | ---------- | ------- |
|                         | Partido Socialista             | 1 993 | 73,95 / 100,00  | 16,94 | 4 / 5      | 1       |
|                         | Partido Social Democrata       | 538   | 19,96 / 100,00  | 19,10 | 1 / 5      | 1       |
|                         | Coligação Democrática Unitária | 35    | 1,30 / 100,00   | 0,39  | 0 / 5      | Estável |
| Votos Inválidos         | Votos Inválidos                | 129   | 4,79 / 100,00   | 1,77  |            |         |
| Total                   | Total                          | 2 695 | 100,00 / 100,00 |       | 5 / 5      |         |
| Eleitorado/Participação | Eleitorado/Participação        | 4 013 | 67,16 / 100,00  | 8,23  |            |         |

### Figueiró dos Vinhos
| Partido                 | Partido                        | Votos | %               | +/-  | Vereadores | +/-     |
| ----------------------- | ------------------------------ | ----- | --------------- | ---- | ---------- | ------- |
|                         | Partido Socialista             | 3 151 | 59,44 / 100,00  | 6,17 | 3 / 5      | 1       |
|                         | Partido Social Democrata       | 1 899 | 35,82 / 100,00  | 7,06 | 2 / 5      | 1       |
|                         | Coligação Democrática Unitária | 65    | 1,23 / 100,00   | 0,54 | 0 / 5      | Estável |
| Votos Inválidos         | Votos Inválidos                | 186   | 3,51 / 100,00   | 0,58 |            |         |
| Total                   | Total                          | 5 301 | 100,00 / 100,00 |      | 5 / 5      |         |
| Eleitorado/Participação | Eleitorado/Participação        | 7 164 | 73,99 / 100,00  | 4,40 |            |         |

### Leiria
| Partido                 | Partido                        | Votos  | %               | +/-  | Vereadores | +/-     |
| ----------------------- | ------------------------------ | ------ | --------------- | ---- | ---------- | ------- |
|                         | Partido Social Democrata       | 25 034 | 43,35 / 100,00  | 4,24 | 5 / 9      | 1       |
|                         | Partido Socialista             | 22 143 | 38,35 / 100,00  | 5,02 | 4 / 9      | 1       |
|                         | Partido Popular                | 4 953  | 8,58 / 100,00   | 9,32 | 0 / 9      | 2       |
|                         | Coligação Democrática Unitária | 1 602  | 2,77 / 100,00   | 1,09 | 0 / 9      | Estável |
|                         | Partido Popular Monárquico     | 1 353  | 2,34 / 100,00   | -    | 0 / 9      | -       |
| Votos Inválidos         | Votos Inválidos                | 2 657  | 4,60 / 100,00   | 1,20 |            |         |
| Total                   | Total                          | 57 742 | 100,00 / 100,00 |      | 9 / 9      |         |
| Eleitorado/Participação | Eleitorado/Participação        | 91 337 | 63,22 / 100,00  | 1,64 |            |         |

### Marinha Grande
| Partido                 | Partido                        | Votos  | %               | +/-  | Vereadores | +/-     |
| ----------------------- | ------------------------------ | ------ | --------------- | ---- | ---------- | ------- |
|                         | Partido Socialista             | 7 137  | 44,10 / 100,00  | 3,25 | 4 / 7      | 1       |
|                         | Coligação Democrática Unitária | 5 626  | 34,76 / 100,00  | 5,04 | 3 / 7      | Estável |
|                         | Partido Social Democrata       | 1 745  | 10,78 / 100,00  | 0,87 | 0 / 7      | 1       |
|                         | Partido Popular                | 596    | 3,68 / 100,00   | 0,59 | 0 / 7      | Estável |
|                         | PCTP/MRPP                      | 266    | 1,64 / 100,00   | -    | 0 / 7      | -       |
| Votos Inválidos         | Votos Inválidos                | 813    | 5,03 / 100,00   | 0,41 |            |         |
| Total                   | Total                          | 16 183 | 100,00 / 100,00 |      | 7 / 7      |         |
| Eleitorado/Participação | Eleitorado/Participação        | 29 186 | 55,45 / 100,00  | 4,40 |            |         |

### Nazaré
| Partido                 | Partido                        | Votos  | %               | +/-  | Vereadores | +/-     |
| ----------------------- | ------------------------------ | ------ | --------------- | ---- | ---------- | ------- |
|                         | Partido Social Democrata       | 4 705  | 53,60 / 100,00  | 9,11 | 4 / 7      | Estável |
|                         | Partido Socialista             | 3 426  | 39,03 / 100,00  | 4,27 | 3 / 7      | Estável |
|                         | Coligação Democrática Unitária | 404    | 4,60 / 100,00   | 3,42 | 0 / 7      | Estável |
| Votos Inválidos         | Votos Inválidos                | 243    | 2,77 / 100,00   | 0,11 |            |         |
| Total                   | Total                          | 8 778  | 100,00 / 100,00 |      | 7 / 7      |         |
| Eleitorado/Participação | Eleitorado/Participação        | 13 306 | 65,97 / 100,00  | 4,33 |            |         |

### Óbidos
| Partido                 | Partido                        | Votos | %               | +/-  | Vereadores | +/-     |
| ----------------------- | ------------------------------ | ----- | --------------- | ---- | ---------- | ------- |
|                         | Partido Socialista             | 2 868 | 48,44 / 100,00  | 1,09 | 3 / 5      | Estável |
|                         | Partido Social Democrata       | 2 557 | 43,19 / 100,00  | 2,11 | 2 / 5      | Estável |
|                         | Coligação Democrática Unitária | 226   | 3,82 / 100,00   | 0,75 | 0 / 5      | Estável |
|                         | Partido Popular                | 74    | 1,25 / 100,00   | 1,03 | 0 / 5      | Estável |
| Votos Inválidos         | Votos Inválidos                | 196   | 3,31 / 100,00   | 0,73 |            |         |
| Total                   | Total                          | 5 921 | 100,00 / 100,00 |      | 5 / 5      |         |
| Eleitorado/Participação | Eleitorado/Participação        | 9 795 | 60,45 / 100,00  | 0,24 |            |         |

### Pedrógão Grande
| Partido                 | Partido                        | Votos | %               | +/-   | Vereadores | +/-     |
| ----------------------- | ------------------------------ | ----- | --------------- | ----- | ---------- | ------- |
|                         | Partido Social Democrata       | 1 616 | 50,31 / 100,00  | 16,79 | 3 / 5      | 1       |
|                         | Partido Socialista             | 1 446 | 45,02 / 100,00  | 16,04 | 2 / 5      | 1       |
|                         | Coligação Democrática Unitária | 29    | 0,90 / 100,00   | 0,08  | 0 / 5      | Estável |
| Votos Inválidos         | Votos Inválidos                | 121   | 3,76 / 100,00   | 0,69  |            |         |
| Total                   | Total                          | 3 212 | 100,00 / 100,00 |       | 5 / 5      |         |
| Eleitorado/Participação | Eleitorado/Participação        | 4 570 | 70,28 / 100,00  | 0,12  |            |         |

### Peniche
| Partido                 | Partido                        | Votos  | %               | +/-  | Vereadores | +/-     |
| ----------------------- | ------------------------------ | ------ | --------------- | ---- | ---------- | ------- |
|                         | Partido Socialista             | 4 975  | 41,29 / 100,00  | 6,73 | 3 / 7      | Estável |
|                         | Partido Social Democrata       | 3 892  | 32,30 / 100,00  | 6,35 | 3 / 7      | Estável |
|                         | Coligação Democrática Unitária | 2 566  | 21,30 / 100,00  | 4,57 | 1 / 7      | Estável |
| Votos Inválidos         | Votos Inválidos                | 616    | 5,12 / 100,00   | 0,62 |            |         |
| Total                   | Total                          | 12 049 | 100,00 / 100,00 |      | 7 / 7      |         |
| Eleitorado/Participação | Eleitorado/Participação        | 22 689 | 53,11 / 100,00  | 0,68 |            |         |

### Pombal
| Partido                 | Partido                        | Votos  | %               | +/-   | Vereadores | +/-     |
| ----------------------- | ------------------------------ | ------ | --------------- | ----- | ---------- | ------- |
|                         | Partido Social Democrata       | 16 268 | 60,86 / 100,00  | 12,23 | 5 / 7      | 1       |
|                         | Partido Socialista             | 7 410  | 27,72 / 100,00  | 17,20 | 2 / 7      | 1       |
|                         | Partido Popular                | 1 474  | 5,51 / 100,00   | -     | 0 / 7      | -       |
|                         | Coligação Democrática Unitária | 381    | 1,43 / 100,00   | 0,51  | 0 / 7      | Estável |
| Votos Inválidos         | Votos Inválidos                | 1 197  | 4,48 / 100,00   | 0,13  |            |         |
| Total                   | Total                          | 26 730 | 100,00 / 100,00 |       | 7 / 7      |         |
| Eleitorado/Participação | Eleitorado/Participação        | 45 992 | 58,12 / 100,00  | 1,88  |            |         |

### Porto de Mós
| Partido                 | Partido                        | Votos  | %               | +/-   | Vereadores | +/-     |
| ----------------------- | ------------------------------ | ------ | --------------- | ----- | ---------- | ------- |
|                         | Partido Social Democrata       | 6 913  | 52,86 / 100,00  | 16,33 | 4 / 7      | 1       |
|                         | Partido Socialista             | 4 402  | 33,66 / 100,00  | 11,52 | 3 / 7      | 1       |
|                         | Partido Popular                | 1 042  | 7,97 / 100,00   | 18,26 | 0 / 7      | 2       |
|                         | Coligação Democrática Unitária | 266    | 2,03 / 100,00   | 3,44  | 0 / 7      | Estável |
| Votos Inválidos         | Votos Inválidos                | 455    | 3,48 / 100,00   | 1,69  |            |         |
| Total                   | Total                          | 13 078 | 100,00 / 100,00 |       | 7 / 7      |         |
| Eleitorado/Participação | Eleitorado/Participação        | 19 842 | 65,91 / 100,00  | 0,89  |            |         |